# Спринтерское многоборье на чемпионатах Европы по конькобежному спорту
Соревнования по спринтерскому многоборью проводятся на чемпионатах Европы по конькобежному спорту с 2017 года раз в два года: в нечётные годы проводятся чемпионаты в классическом и спринтерском многоборье, в чётные годы — чемпионаты на отдельных дистанциях.

## Рекорды чемпионатов Европы

### Мужчины
| Дистанция  | Результат | Спортсмен    | Страна     | Чемпионат     | Дата              |
| ---------- | --------- | ------------ | ---------- | ------------- | ----------------- |
| 500 м      | 34,39     | Еннинг де Бо | Нидерланды | Херенвен 2025 | 11 января 2025    |
| 1000 м     | 1.07,29   | Еннинг де Бо | Нидерланды | Херенвен 2025 | 10 января 2025    |
| Многоборье | 136,670   | Еннинг де Бо | Нидерланды | Херенвен 2025 | 10-11 января 2025 |

### Женщины
| Дистанция  | Результат | Спортсменка       | Страна     | Чемпионат     | Дата           |
| ---------- | --------- | ----------------- | ---------- | ------------- | -------------- |
| 500 м      | 37,42     | Ангелина Голикова | Россия     | Херенвен 2021 | 17 января 2021 |
| 1000 м     | 1.14,00   | Ютта Лердам       | Нидерланды | Херенвен 2021 | 17 января 2021 |
| Многоборье | 149,385   | Ютта Лердам       | Нидерланды | Херенвен 2021 | 17 января 2021 |

## Призёры

### Мужчины
| Год  | Место     | Золото            | Серебро           | Бронза               |
| 2017 | Херенвен  | Кай Вербей        | Кьелд Нёйс        | Нико Иле             |
| 2019 | Коллальбо | Кай Вербей        | Ховар Лорентсен   | Хенрик Фагерли Рукке |
| 2021 | Херенвен  | Томас Крол        | Хейн Оттерспер    | Йоэль Дуфтер         |
| 2023 | Хамар     | Мерейн Схеперкамп | Хейн Оттерспер    | Мартен Лийв          |
| 2025 | Херенвен  | Еннинг де Бо      | Мерейн Схеперкамп | Тим Принс            |

### Женщины
| Год  | Место     | Золото            | Серебро           | Бронза           |
| 2017 | Херенвен  | Каролина Эрбанова | Йорин тер Морс    | Ольга Фаткулина  |
| 2019 | Коллальбо | Ванесса Херцог    | Дарья Качанова    | Ольга Фаткулина  |
| 2021 | Херенвен  | Ютта Лердам       | Ангелина Голикова | Фемке Кок        |
| 2023 | Хамар     | Ютта Лердам       | Фемке Кок         | Ванесса Херцог   |
| 2025 | Херенвен  | Ютта Лердам       | Фемке Кок         | Сюзанне Схюлтинг |